# Henri de Lancastre
Pour les articles homonymes, voir Henri de Lancastre (homonymie).
Titres
Comte de Lancastre
3 février 1327 – 22 septembre 1345
(18 ans, 7 mois et 19 jours)
Comte de Leicester
29 mars 1324 – 22 septembre 1345
(21 ans, 5 mois et 24 jours)
Henri de Lancastre (v. 1281 – 22 septembre 1345) est un noble anglais. Il est le 3e comte de Lancastre et de Leicester. Henri est le second fils d'Edmond de Lancastre et de Blanche d'Artois, petit-fils du roi Henri III d'Angleterre. Son frère aîné, Thomas, succède aux titres de leur père Edmond lorsque ce dernier meurt. Henri prend part quant à lui aux campagnes de son oncle, le roi Édouard Ier, lors des guerres d'Écosse. Thomas de Lancastre, chef de la fronde des barons sous le règne d'Édouard II, est dépossédé de ses biens et exécuté en 1322 pour haute trahison. En 1324, Henri obtient du roi la permission d'hériter du titre de comte de Leicester, confisqué par la couronne. 
Henri rejoint en 1326 la rébellion de la reine Isabelle et de Roger Mortimer contre le pouvoir despotique du roi. Il capture peu après Édouard II et le détient en captivité jusqu'à sa déposition en faveur de son fils Édouard III. Henri devient par la suite membre du conseil du nouveau roi et se voit restituer les autres comtés de son frère. Toutefois, il est progressivement marginalisé par la reine Isabelle et Roger Mortimer. Mécontent de cette situation, le comte de Lancastre se retire de la cour avant de tenter de renverser les régents en 1328 mais sa rébellion est abattue. Néanmoins, Édouard III obtient son aide décisive en 1330 lorsqu'il destitue Mortimer. Peu après, Henri se retire définitivement dans ses terres et y meurt en 1345.

## Biographie

### Origines et jeunesse

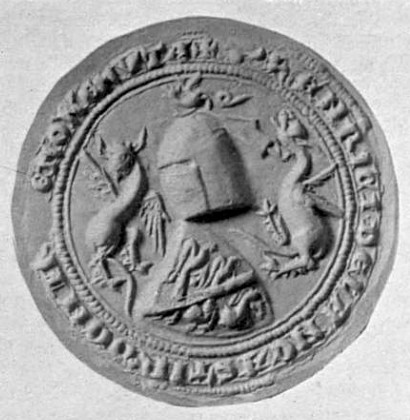
Sceau d'Henri dans la Lettre des barons de 1301, qu'il signe en latin sous la forme Henricus de Lancastre, Dominus de Munemue, c'est-à-dire « Henri de Lancastre, seigneur de Monmouth ».

Henri est issu d'une des branches de la dynastie royale anglaise des Plantagenêts. Né aux alentours de 1281, il est le deuxième fils d'Edmond de Lancastre, 1er comte de Lancastre et de Leicester, et de Blanche d'Artois. Son père est le second fils du roi d'Angleterre Henri III et d'Éléonore de Provence. Edmond est lui-même le fils cadet du roi Henri III d'Angleterre. Henri est donc le neveu du roi Édouard Ier, et le cousin du roi Édouard II. Sa mère Blanche est la fille du comte Robert Ier d'Artois, fils du roi de France Louis VIII le Lion et frère de Saint Louis, et de Mathilde de Brabant, fille du duc Henri II de Brabant et arrière-petite-fille des empereurs germanique Frédéric Barberousse et byzantin Isaac II Ange. Du fait du premier mariage de sa mère avec le roi Henri Ier de Navarre, Henri de Lancastre est ainsi le demi-frère de la reine Jeanne Ire de Navarre, épouse du roi de France Philippe IV le Bel, et l'oncle des rois de France et de Navarre Louis X le Hutin, Philippe V le Long et Charles IV le Bel. Sa prodigieuse ascendance ne lui sera pourtant que de peu d'utilité au cours de son existence, puisqu'Henri mènera essentiellement un train de vie de baron d'Angleterre et ne sera jamais impliqué dans les affaires extérieures du royaume lorsqu'il accédera à la tête du conseil royal en 1327.
Edmond de Lancastre, parti combattre en Guyenne les troupes françaises, meurt à Bayonne le 5 juin 1296. L'intégralité de ses titres est héritée par son fils aîné Thomas. Pour sa part, Henri reçoit les châteaux de Monmouth, de Kidwelly, et de Carwathlan, ainsi que quelques terres situées en Galles à l'est de la Severn. Son mariage avec l'héritière Maud Chaworth, petite-fille du comte de Warwick, en 1297, lui apporte de nombreuses terres, tandis que son frère est propulsé au rang de puissant magnat. Henri prouve son rang de prince royal en adoptant une attitude de chevalier. Dès l'hiver 1292-1293, lui et son frère aîné sont des compagnons d'armes de leur cousin, le futur duc Jean II de Brabant, qui réside alors à la cour de leur oncle Édouard Ier. Henri accompagne son oncle le roi Édouard dans une expédition militaire en Flandre. De retour en Angleterre l'année suivante, il participe alors avec son oncle ainsi que son frère aîné aux campagnes d'Écosse. Henri est ainsi présent à la bataille de Falkirk, lors de laquelle il aurait chevauché contre les Écossais sur une monture offerte par Édouard Ier. Il prend part aux autres offensives contre l'Écosse, notamment lors du siège du château de Caerlaverock en 1300. En remerciement, Henri est convoqué au Parlement le 6 février 1299 sous la forme Henrico de Lancastre nepoti Regis et est créé lors de cette session baron Lancastre. Il est ensuite l'un des nobles anglais qui écrivent en 1301 la Lettre des barons, adressée au pape Boniface VIII et qui défend le statut de suzerain d'Édouard Ier sur l'Écosse.

### Rôle sous le règne d'ÉdouardII
En 1307, Édouard Ier meurt lors d'une ultime campagne militaire en Écosse. Son fils unique lui succède sous le nom d'Édouard II. Ce dernier épouse Isabelle, fille de Philippe le Bel et nièce d'Henri. Lors de leur couronnement le 25 février 1308, Henri de Lancastre porte le sceptre royal sur lequel est juchée une colombe. Henri retourne peu après dans ses terres de Galles, qu'il continue à administrer. Il ne participe pas aux intrigues de la cour de son cousin, contrairement à son frère Thomas. Celui-ci est le leader de l'opposition baronniale et entre à plusieurs reprises en conflit le favori du roi, Pierre Gaveston. Grâce à son statut de magnat et son mariage avec l'héritière des comtés de Lincoln et de Salisbury, Thomas dirige de manière effective le royaume à partir de 1310, soumis aux Ordonnances qui restreignent fortement le pouvoir du roi. L'apogée de Thomas survient après l'exécution de Gaveston sur ses ordres en 1312 et la défaite d'Édouard à Bannockburn en 1314 lorsqu'il prend pleinement contrôle du conseil du roi et épure la cour. Pendant ce temps, Henri doit faire face à la rébellion de Llywelyn Bren en Galles en février 1316. Assisté du comte comte de Hereford et du baron Roger Mortimer, il parvient à défaire les troupes de Llywelyn et à obtenir sa capitulation. Par ailleurs, Henri s'allie avec plusieurs seigneurs du nord de l'Angleterre, où il détient des terres, et obtient la garde du jeune baron Thomas Wake, qui détient également des terres en Écosse. En avril 1318, Henri envoie à son cousin Édouard II des troupes afin de faire face au siège de Berwick, mené par les Écossais.
Après une longue période de tensions, Thomas de Lancastre entre en rébellion en juillet 1321 avec Hereford et Mortimer. Ils parviennent à écarter Hugues le Despenser père et fils, les nouveaux favoris du roi. Édouard II fait mine de se soumettre à ses barons mais il rappelle dès l'automne ses favoris. Il mène alors une campagne-éclair en Galles lors de laquelle Mortimer doit capituler. Les forces rebelles restantes sont écrasées à la bataille de Boroughbridge en mars 1322. À l'issue de cette bataille, Hereford est tué et le comte Thomas est capturé. Accusé de trahison, il est exécuté sur ordre du roi. Ses terres sont confisquées à sa mort. Henri, qui a adopté une position de stricte neutralité lors de la rébellion de son frère, fait une pétition auprès du roi pour qu'il puisse hériter des titres de son frère. Édouard II, après avoir hésité, lui rend le titre de comte de Leicester le 29 mars 1324. Le comté de Lancastre reste néanmoins confisqué par la couronne. Jusque-là globalement neutre dans les conflits opposant le roi à ses barons, Henri devient l'un des principaux adversaires du roi et des Despenser. Loin d'être satisfait avec la restitution de Leicester, il est résolu à venger le sort de son frère, devenu un martyr pour beaucoup d'opposants au régime tyrannique des Despenser. Il ose ainsi porter les armoiries de Thomas et fait ériger une croix en son honneur à Leicester. L'évêque de Hereford Adam Orleton, vive critique du gouvernement corrompu d'Édouard II, est arrêté en mai 1324 et accusé d'avoir favorisé l'évasion de Roger Mortimer de la tour de Londres en août 1323. Orleton écrit une lettre à Henri en lui demandant de plaider en sa faveur. Henri lui répond favorablement, lui assurant sa sympathie et son encouragement. Informé de ces correspondances, le roi convoque son cousin et lui demande de répondre devant sa justice de cette offense. Henri se défend avec énergie et reçoit le soutien des barons et prélats d'Angleterre. Le roi consent alors à retirer ses accusations.

### Ascension politique
Envoyée en France en mars 1325 officiellement pour une mission diplomatique, la reine Isabelle y rencontre Mortimer. Devenue sa maîtresse, elle y rassemble des barons exilés hostiles à Édouard II et aux Despenser. Le 24 septembre 1326, Mortimer et Isabelle débarquent en Angleterre. Édouard est surpris par le maigre effectif de leurs troupes et tente immédiatement de lever une immense armée pour les écraser. Mais un nombre important de vassaux refusent de combattre la reine et Mortimer : Henri de Lancastre n'est même pas convoqué par le roi, et démontre d'ailleurs sa loyauté envers les rebelles en levant sa propre armée. Il s'empare d'une part du trésor des Despenser à l'abbaye de Leicester, puis marche vers le sud pour faire jonction avec Mortimer. Édouard et les Despenser s'enfuient de Londres, désormais acquise à la cause de la reine. Prenant part au siège de Bristol, Henri capture Despenser l'Aîné et le condamne à mort le 27 octobre. Il est ensuite envoyé par la reine à la poursuite du roi, qui s'est retranché en Galles. Édouard II est capturé avec Despenser le Jeune près de Neath le 16 novembre et escorté à Hereford par son cousin. Ayant assisté à l'exécution de Despenser le Jeune le 24 novembre, Henri reçoit la garde du roi et devient son geôlier pendant plusieurs mois au château de Kenilworth, dont il est nommé connétable le 27. Il fait preuve de bonté envers son captif, malgré les torts que celui-ci lui a causés par le passé.
Dès la capture du roi, Henri retrouve la possession de nombreux domaines détenus auparavant par son frère Thomas. Le titre de comte de Lancastre lui est officiellement rétrocédé par le Parlement le 3 février 1327. Se pose alors la question du statut d'Édouard II : le Parlement convient de le déposer. Le 20 janvier, l'évêque Orleton est reçu par Lancastre à Kenilworth et vient informer Édouard de sa déchéance. Lancastre persuade son cousin de renoncer au trône en faveur de son fils aîné Édouard de Windsor. Quelques jours plus tard, ce dernier est proclamé roi à Londres sous le nom d'Édouard III. N'ayant que 14 ans, un conseil de régence est formé : Lancastre en reçoit la présidence mais l'influence de la reine Isabelle et de Mortimer demeure très importante. Lors du couronnement d'Édouard III le 1er février, Lancastre adoube le roi. Le 23 avril, le roi lui confirme par écrit qu'il accepte son hommage pour les terres du comté de Lancastre. En juillet 1327, Lancastre est envoyé sécuriser le nord du royaume face aux incursions écossaises. Malgré l'assistance d'Edmond de Woodstock, comte de Kent et oncle du roi, il est incapable d'empêcher l'invasion menée par James Douglas qui met en déroute l'armée royale à Stanhope Park.

### Opposition aux régents d'ÉdouardIII
Des tensions commencent rapidement à apparaître entre Lancastre et Mortimer, ce dernier étant soutenu par la reine-mère. Ceux-ci se méfient du comte, dont les nouvelles possessions lui accordent de l'influence, tout comme la garde du roi déchu lui laisse un moyen de pression sur Mortimer. La garde d'Édouard II lui est retirée dès le 3 avril 1327. Édouard est remis à des sbires de Mortimer et décède dans de mystérieuses circonstances dès septembre 1327 au château de Berkeley. Pour sa part, Lancastre est irrité par le comportement de Mortimer, et Isabelle y répond en écartant son oncle du gouvernement et de l'accès à Édouard III. En effet, le comte critique le partage du comté de Lincoln, que possédait Thomas de Lancastre à sa mort, entre la reine et Mortimer. Par ailleurs, Lancastre est furieux du traité d'Édimbourg-Northampton, ratifié le 1er mai 1328, qui reconnaît la fin de la suzeraineté anglaise sur l'Écosse et prive de nombreux barons anglais – dont son gendre Thomas Wake – possédant des terres en Écosse de pouvoir en reprendre possession. Il décide de ne plus paraître à la cour, soutenu en ce sens par une partie des Londoniens. 
En octobre 1328, le pays est de nouveau aux bords de la guerre civile. Lancastre refuse d'assister au Parlement au cours duquel Mortimer s'autoproclame comte de March. Il réunit à Winchester ses troupes contre Isabelle et Mortimer. Pendant cette période de désordre, Robert de Holland, un noble désormais rallié aux régents et qui avait trahi le comte Thomas juste avant Boroughbridge en 1322, est assassiné. Sa tête est apportée à Lancastre à Waltham Cross. Soutenu par les comtes de Kent et de Norfolk, il publie une série de griefs à Londres et demande que le gouvernement du roi soit réformé. En janvier 1329, les forces d'Isabelle, sous le commandement de Mortimer, s'emparent des forteresses de Lancaster, de Leicester et de Bedford : Isabelle et Édouard III marchent rapidement vers le Nord. Lancastre se livre à la merci du roi lorsqu'il apprend que le comte de Kent l'a abandonné. S'il échappe à la mort, il se voit imposer une colossale amende de 11,000 £, qui neutralise de fait son pouvoir. Isabelle pardonne à ceux qui ont rejoint Lancastre, bien que certains s'enfuient vers la France,.

### Chute de Mortimer et fin de vie
Envoyé en mission en France en décembre 1329, Lancastre perd du crédit à la cour face aux régents. À ce moment-là, il devient aveugle. De retour en Angleterre en février 1330, Lancastre perd un précieux allié lorsque son cousin, le comte de Kent, est démasqué dans un complot visant prétendument à restaurer Édouard II sur le trône, que la rumeur dit toujours vivant. Isabelle et Mortimer abattent le complot, arrêtent Kent et le font exécuter avant que le roi ne puisse intervenir. Cette exécution résonne comme un avertissement à tous ceux qui voudraient s'élever contre le régime, mais désormais, Isabelle et Mortimer se sont aliéné les barons qui les avaient regardés comme des libérateurs en 1326. Bien qu'aucune preuve ne vienne étayer une quelconque connivence d'Édouard III et du comte de Lancastre en vue de déposer Isabelle et Mortimer, les récents évènements les mettent cependant dans une situation délicate : les deux amants sont devenus dangereusement incontrôlables aux yeux de tous. Lancastre semble avoir minutieusement conseillé le roi dans la manière de déposer Mortimer. Le 19 octobre 1330, le roi et les troupes de Lancastre investissent le château de Nottingham, où sont réfugiés Isabelle et Mortimer. Le roi semble déterminé à passer Mortimer au fil de l'épée mais Lancastre le convainc de le faire juger par le Parlement, afin de laisser une apparence de légalité à ce coup d'État. Mortimer est pendu au gibet de Tyburn le 29 novembre. La reine-mère est quant à elle internée au château de Castle Rising.
Pardonné dès le 12 décembre 1330 par le roi pour sa rébellion à l'hiver 1328-1329, Lancastre se retire définitivement dans ses terres. Il passe ensuite les quinze dernières années de sa vie au château de Leicester. Il y fonde un hôpital pour les plus démunis et les infirmes. Cet hôpital devient connu sous le nom de Newarke et Henri y fut enterré à sa mort en 1345. Le roi Édouard III et son épouse Philippa de Hainaut sont présents à ses funérailles. Le fils d'Henri de Lancastre, Henri de Grosmont, fait déplacer les restes de son père à l'église de Newarke, achevée en 1353,. Il lui succède dans ses titres de comte de Lancastre et de Leicester. Henri de Grosmont entretient une relation privilégiée avec son cousin Édouard III et est plus tard élevé au titre de duc de Lancastre.

## Armoiries
Avant sa restauration dans ses titres en 1327, Henri porte les armoiries royales, différenciées par une bande azure. À sa restauration, il reprend les armes portées auparavant par son père et son frère, qui sont alors différenciées par un lambel de France aux trois points.

Écu avant sa restauration en 1327.
Écu après sa restauration en 1327.

## Mariage et descendance
Henri de Lancastre épouse avant le 2 mars 1297 Maud Chaworth. Sept enfants sont issus de cette union :
- Blanche (vers 1305 – avant le 12 juillet 1380), épouse Thomas Wake, 2e baron Wake de Liddell ;
- Isabelle (vers 1307 – avant le 3 février 1349), abbesse d'Amesbury ;
- Henri (vers 1310 – 23 mars 1361), 1er duc de Lancastre, épouse Isabelle de Beaumont ;
- Maud (vers 1310 – 5 mai 1377), épouse en premières noces Guillaume le Comte Brun, comte d'Ulster, puis en secondes noces Ralph d'Ufford ;
- Jeanne (vers 1312 – 7 juillet 1349), épouse John de Mowbray, 3e baron Mowbray ;
- Éléonore (vers 1318 – 11 janvier 1372), épouse en premières noces Jean de Beaumont, 2e baron Beaumont, puis en secondes noces Richard FitzAlan, 3e comte d'Arundel ;
- Marie (vers 1320 – 1er septembre 1362), épouse Henry de Percy, 3e baron Percy.

## Postérité
Henri de Lancastre est un personnage récurrent dans la suite romanesque Les Rois maudits de Maurice Druon. Il apparaît dans les tomes 5 et 6, La Louve de France et Le Lis et le Lion. Lancastre est interprété par William Sabatier dans l'adaptation télévisée de 1972 et par Romain Rondeau dans celle de 2005. Il est désigné sous le nom de Tors-col, Druon s'inspirant du surnom donné à Henri par le chroniqueur Jean Froissart : Tort-col (Wryneck en anglais). L'emploi de ce sobriquet provient vraisemblablement du fait qu'Henri de Lancastre était affecté par un torticolis.